# Vigdís Grímsdóttir
Vigdís Grímsdóttir, född 15 augusti 1953 i Reykjavik, är en isländsk författare.
Vigdís Grímsdóttir har studerat isländska och bibliotekskunskap. Fram till 1991 arbetade hon som gymnasielärare.
Hennes genombrottsroman var Kaldaljós (Kallt ljus) från år 1987 som följdes av Ég heiti Ísbjörg, ég er ljón, 1989 (Jag heter Isbjörg, jag är ett lejon, 1995).
Andra böcker är Stúlkan í skóginum (Flickan i skogen) från 1992, Grandavegur 7 (Grandavägen 7) från 1994 och Z: Ástarsaga (Z: En kärlekshistoria) från 1996. Vigdís mest centrala teman i hennes författarskap är sexualitet och döden som kännetecknas av en mycket intensiv och fantasifull personlig stil. Diktsamlingen Lendar elskhugans från 1991 finns även översatt till svenska som Den älskades länder.